# NGC 92
NGC 92 (ook wel PGC 1388, ESO 194-12 of AM 0018-485) is een spiraalvormig sterrenstelsel in het sterrenbeeld Phoenix. Het maakt deel uit van een cluster genaamd Kwartet van Robert dat op ongeveer 160 miljoen lichtjaar afstand van de Aarde staat.
NGC 92 werd op 30 september 1834 ontdekt door de Britse astronoom John Herschel.